# Kanton Saint-Fargeau
Der Kanton Saint-Fargeau war bis 2015 ein französischer Wahlkreis im Arrondissement Auxerre, im Département Yonne und in der Region Burgund; sein Hauptort war Saint-Fargeau, Vertreter im Generalrat des Départements war zuletzt von 1982 bis 2015, wiedergewählt 2008, Dr. Pierre Bordier (zunächst DL, später UMP). 

## Gemeinden
Der Kanton bestand aus fünf Gemeinden:
| Gemeinde                | Einwohner Jahr | Fläche km² | Bevölkerungsdichte | Code INSEE | Postleitzahl |
| ----------------------- | -------------- | ---------- | ------------------ | ---------- | ------------ |
| Lavau                   | 488 (2013)     | 55,06      | 9 Einw./km²        | 89220      | 89170        |
| Mézilles                | 590 (2013)     | 52,42      | 11 Einw./km²       | 89254      | 89130        |
| Ronchères               | 105 (2013)     | 11,33      | 9 Einw./km²        | 89325      | 89170        |
| Saint-Fargeau           | 1.695 (2013)   | 67,2       | 25 Einw./km²       | 89344      | 89170        |
| Saint-Martin-des-Champs | 298 (2013)     | 34,22      | 9 Einw./km²        | 89352      | 89170        |

## Bevölkerungsentwicklung
| 1962 | 1968 | 1975 | 1982 | 1990 | 1999 | 2006 |
| ---- | ---- | ---- | ---- | ---- | ---- | ---- |
| 3725 | 3616 | 3293 | 3205 | 3072 | 3188 | 3116 |